# Grono
Grono es una comuna suiza del cantón de los Grisones, situada en la región de Moesa. Limita al norte con las comunas de Castaneda, Santa Maria in Calanca y Verdabbio, al este con Leggia y Cama, al sureste con Dosso del Liro (ITA-CO), y al sur y occidente con Roveredo. El 1 de enero de 2017 absorbió las antiguas comunas de Leggia y Verdabbio.